# Tân Hoa (xã)
Tân Hoa là một xã thuộc huyện Lục Ngạn, tỉnh Bắc Giang, Việt Nam.

## Địa lý
Xã Tân Hoa có diện tích 21,38 km², dân số năm 2023 là 7.532 người, mật độ dân số đạt 352 người/km².

## Lịch sử
Ngày 27 tháng 10 năm 1962, Quốc hội ban hành Nghị quyết về việc thành lập tỉnh Hà Bắc trên cơ sở tỉnh Bắc Giang và tỉnh Bắc Ninh. Khi đó, xã Tân Hoa thuộc huyện Lục Ngạn, tỉnh Hà Bắc.
Ngày 6 tháng 11 năm 1996, Quốc hội ban hành Nghị quyết về việc chia tỉnh Hà Bắc thành tỉnh Bắc Giang và tỉnh Bắc Ninh. Khi đó, xã Tân Hoa thuộc huyện Lục Ngạn, tỉnh Bắc Giang.
Ngày 8 tháng 12 năm 2016, HĐND tỉnh Bắc Giang ban hành Nghị quyết số 41/NQ-HĐND về việc:
- Sáp nhập thôn Tam Bảo vào thôn Cầu Sài.
- Sáp nhập thôn Xóm Đá vào thôn Xóm Cũ.